# Podoskopia
Podoskopia, pelmatoskopia – dział techniki kryminalistycznej, pokrewny do daktyloskopii, zajmujący się badaniem linii papilarnych znajdujących się na stopach.